# 瓦尼亚吕
瓦尼亚吕（法語：Woignarue，法語發音：[waɲaʁy]）是法国上法蘭西大區索姆省的一个市镇，属于阿布维尔区。

## 地理
瓦尼亚吕（50°6'36"N, 1°29'43"E）面积16.51 平方千米，位于法国上法蘭西大區索姆省，该省份为法国北部沿海省份，北起加来海峡省和北部省，西接滨海塞纳省和大西洋英吉利海峡，南至瓦兹省，东临埃纳省。
与瓦尼亚吕接壤的市镇（或旧市镇、城区）包括：阿勒奈、欧尔特、布尔瑟维尔、布吕泰勒、滨海卡约、弗里欧库尔。
瓦尼亚吕的时区为UTC+01:00、UTC+02:00（夏令时）。

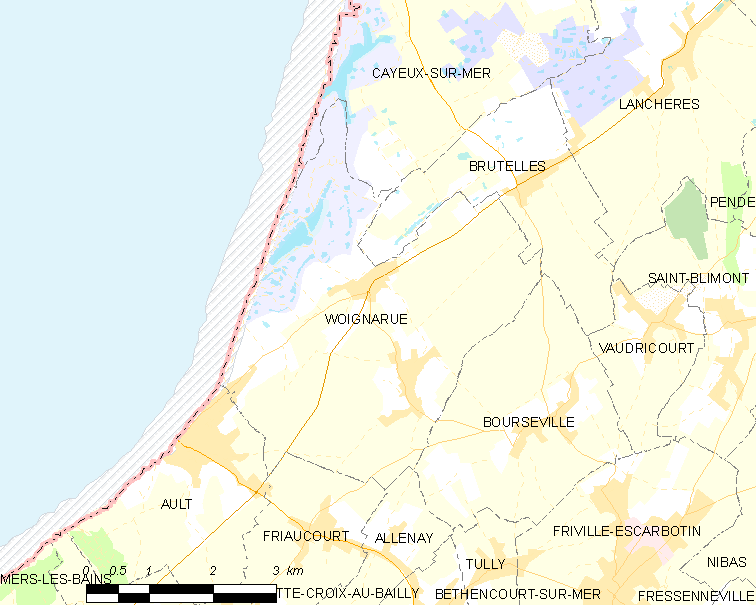
瓦尼亚吕的OSM定位图

## 行政
瓦尼亚吕的邮政编码为80460，INSEE市镇编码为80826。

## 政治
瓦尼亚吕所属的省级选区为弗里维尔-埃斯卡博坦县。

## 人口

1962-2008年间瓦尼亚吕人口变化图示

瓦尼亚吕于2022年1月1日时的人口数量为751人。